# Dicranomyia (Dicranomyia) empelia
Dicranomyia (Dicranomyia) empelia is een tweevleugelige uit de familie steltmuggen (Limoniidae). De soort komt voor in het Neotropisch gebied.